# Théo Bongonda
Théo Bongonda Mbul'Ofeko Batombo (* 20. listopadu 1995) je konžský profesionální fotbalista, který hraje na pozici křídelníka za ruský klub FK Spartak Moskva. Narodil se v Belgii, ale hraje za národní tým Konžské demokratické republiky.

## Klubová kariéra

### Zulte-Waregem
Bongonda se narodil v Charleroi a svoji kariéru začal v JMG Academy v roce 2008, ve věku 13 let. V lednu 2013 přestoupil do klubu SV Zulte-Waregem, kde byl zpočátku zařazen do mládežnického týmu.
Bongonda debutoval v prvním týmu 25. září 2013, když nastoupil v utkání belgického poháru, kde jeho tým vyhrál 2:1 na hřišti KFC VW Hamme. Jeho debut v lize přišel 15. prosince, kdy nastoupil jako náhradník ve druhém poločase při domácí výhře 3:0 nad Lierse SK.
Bongonda vstřelil svůj první profesionální gól 15. ledna 2014, když dal první gól svého týmu při prohře 2:3 na hřišti Cercle Brugge KSV. Dne 20. dubna 2014 vstřelil svůj první ligový gól, když dal první gól v prohře 3:2 na hřišti KSC Lokeren.

### Celta Vigo
Dne 9. ledna 2015 podepsal Bongonda smlouvu na čtyři a půl roku s klubem Celta de Vigo. Svůj debut v La Lize si odbyl 26. ledna, když nahradil Nemanju Radoju v závěru zápasu, který skončil porážkou 1:2 na hřišti Getafe CF.

#### Hostování v Trabzonsporu
Dne 15. června 2017 se Bongonda připojil k Trabzonsporu na roční hostování s možností následného odkupu. Nakonec však více času strávil na lavičce než na hřišti.

#### Hostování v Zulte-Waregem
Během zimního přestupového období sezóny 2017/18 se Bongonda znovu připojil k Zulte-Waregem na hostování. Dne 4. července 2018 se ke klubu připojil trvale a podepsal s ním čtyřletou smlouvu, do 30. června 2022.

### Genk
Bongonda přestoupil do belgického klubu Genk v létě 2019 za rekordní částku.
Bongonda vstřelil vítězný gól Genku proti Standardu Lutych ve finále belgického poháru 25. dubna 2021.
Dne 23. července 2021 Bongonda vstřelil první branku Genku v sezóně 2021/22, čímž zajistil remízu 1:1 proti týmž protivníkům.

### Cádiz
Dne 26. srpna 2022 se Bongonda vrátil do Španělska poté, co podepsal čtyřletou smlouvu s Cádizem.

### Spartak Moskva
V červenci 2023 se Bongonda dohodl na přestupu do ruského klubu Spartak Moskva. Smlouva byla uzavřena do roku 2026. Bylo potvrzeno, že Spartak zaplatil Cadizu 10 milionů eur.

## Reprezentační kariéra
Bongonda se narodil v Belgii otci z Konžské demokratické republiky a belgické matce. Byl belgickým mládežnickým reprezentantem. V lednu 2022 FIFA přijala jeho žádost a připojil se k národnímu týmu DR Kongo. Za národní tým DR Kongo debutoval 1. února 2022 v přátelském utkání, ve kterém prohráli 1:0 s Bahrajnem.
Dne 27. prosince 2023 byl vybrán na seznam 24 hráčů, které vybral Sébastien Desabre, aby se zúčastnili Afrického poháru národů 2023.

## Statistiky

### Klubové
Platí k zápasu hranému 15. května 2025.
| Klub                      | Sezóna            | Liga               | Liga   | Liga | Národní pohár | Národní pohár | Kontinentální | Kontinentální | Ostatní | Ostatní | Celkově | Celkově |
| Klub                      | Sezóna            | Soutěž             | Zápasy | Góly | Zápasy        | Góly          | Zápasy        | Góly          | Zápasy  | Góly    | Zápasy  | Góly    |
| ------------------------- | ----------------- | ------------------ | ------ | ---- | ------------- | ------------- | ------------- | ------------- | ------- | ------- | ------- | ------- |
| Zulte-Waregem             | 2013/14           | Jupiler Pro League | 19     | 0    | 5             | 1             | 0             | 0             | —       | —       | 24      | 1       |
| Zulte-Waregem             | 2014/15           | Jupiler Pro League | 14     | 3    | 2             | 0             | 3             | 0             | 0       | 0       | 19      | 3       |
| Zulte-Waregem             | Celkově           | Celkově            | 33     | 3    | 7             | 1             | 3             | 0             | —       | —       | 43      | 5       |
| Celta Vigo                | 2014/15           | La Liga            | 8      | 1    | 1             | 0             | 0             | 0             | —       | —       | 9       | 1       |
| Celta Vigo                | 2015/16           | La Liga            | 23     | 2    | 3             | 0             | 0             | 0             | —       | —       | 26      | 2       |
| Celta Vigo                | 2016/17           | La Liga            | 30     | 1    | 6             | 1             | 6             | 0             | 0       | 0       | 42      | 2       |
| Celta Vigo                | Celkově           | Celkově            | 61     | 4    | 10            | 1             | 6             | 0             | 0       | 0       | 77      | 5       |
| Trabzonspor (hostování)   | 2017/18           | Süper Lig          | 3      | 0    | 3             | 2             | 0             | 0             | —       | —       | 6       | 2       |
| Zulte-Waregem (hostování) | 2017/18           | Jupiler Pro League | 11     | 5    | —             | —             | 0             | 0             | 2       | 0       | 13      | 5       |
| Zulte-Waregem             | 2018/19           | Jupiler Pro League | 28     | 8    | 2             | 0             | 0             | 0             | 9       | 6       | 39      | 14      |
| Genk                      | 2019/20           | Jupiler Pro League | 22     | 5    | 1             | 0             | 6             | 0             | —       | —       | 29      | 5       |
| Genk                      | 2020/21           | Jupiler Pro League | 35     | 16   | 4             | 2             | —             | —             | —       | —       | 39      | 18      |
| Genk                      | 2021/22           | Jupiler Pro League | 34     | 12   | 0             | 0             | 0             | 0             | 1       | 1       | 35      | 13      |
| Genk                      | Celkově           | Celkově            | 91     | 33   | 5             | 2             | 6             | 0             | 1       | 1       | 103     | 36      |
| Cádiz                     | 2022/23           | La Liga            | 31     | 4    | 1             | 0             | —             | —             | —       | —       | 32      | 4       |
| Spartak Moskva            | 2023/24           | Ruská Premier Liga | 25     | 7    | 10            | 1             | —             | —             | —       | —       | 35      | 8       |
| Spartak Moskva            | 2024/25           | Ruská Premier Liga | 27     | 7    | 7             | 1             | —             | —             | —       | —       | 34      | 8       |
| Spartak Moskva            | Celkově           | Celkově            | 52     | 14   | 17            | 2             | —             | —             | —       | —       | 69      | 16      |
| Celkově v kariéře         | Celkově v kariéře | Celkově v kariéře  | 310    | 71   | 45            | 8             | 15            | 0             | 12      | 7       | 382     | 86      |

### Reprezentační
Platí k zápasu hranému 21. března 2025.
| Národní tým | Rok     | Zápasy | Góly |
| ----------- | ------- | ------ | ---- |
| DR Kongo    | 2022    | 3      | 0    |
| DR Kongo    | 2023    | 8      | 3    |
| DR Kongo    | 2024    | 15     | 1    |
| DR Kongo    | 2025    | 1      | 1    |
| Celkově     | Celkově | 27     | 5    |

#### Reprezentační góly
Skóre a výsledky DR Kongo jsou vždy zapsány jako první. Góly Théa Bongondy jsou zvýrazněny.
| Gól | Datum              | Místo                                           | Soupeř      | Skóre | Výsledek | Soutěž                                           |
| --- | ------------------ | ----------------------------------------------- | ----------- | ----- | -------- | ------------------------------------------------ |
| 1.  | 14. června 2023    | Reunification Stadium, Douala, Kamerun          | Uganda      | 1:0   | 1:0      | Přátelský zápas                                  |
| 2.  | 9. září 2023       | Stade des Martyrs, Kinshasa, DR Kongo           | Súdán       | 1:0   | 2:0      | Kvalifikace na Africký pohár národů 2023         |
| 3.  | 15. listopadu 2023 | Stade des Martyrs, Kinshasa, DR Kongo           | Mauritánie  | 2:0   | 2:0      | Kvalifikace na Mistrovství světa ve fotbale 2026 |
| 4.  | 9. září 2024       | Benjamin Mkapa Stadium, Dar es Salaam, Tanzanie | Etiopie     | 1:0   | 2:0      | Kvalifikace na Africký pohár národů 2025         |
| 5.  | 21. března 2025    | Stade des Martyrs, Kinshasa, DR Kongo           | Jižní Súdán | 1:0   | 1:0      | Kvalifikace na Mistrovství světa ve fotbale 2026 |

## Úspěchy
Genk
- Belgický pohár: 2020/21